# Yanosuke Watanabe
Yanosuke Watanabe (渡邊彌之助?, Watanabe Yanosuke; fl. XX secolo) è stato un calciatore giapponese, di ruolo portiere.